# Groenewold–Van Hoveov teorem
Groenewold–Van Hoveov teorem u teorijskoj fizici teorem je o nemogućnosti potpune kanonske kvantizacije, odnosno o nepostojanju preslikavanja koje funkcije iz faznog prostora klasične mehanike preslikava u hermitske operatore na Hilbertovu prostoru.

## Povijesni kontekst
Nakon što su Leonhard Euler i Joseph-Louis Lagrange ustanovili analitičku mehaniku sljedeće su je generacije matematičara i fizičara usavršavale i tvorile sve apstraktnije formulacije. 
Hamiltonova mehanika bila je sljedeći korak, a 1809. godine Poisson je uveo svoje zagrade, u dijelu: Sur la variation des constantes arbitraires dans les
questions de mécanique.
U 20. stoljeću, kada su Werner Heisenberg, Erwin Schrödinger i Paul Dirac ustanovljavali kvantnu mehaniku, Dirac je u svojem dijelu iz 1925. godine The fundamental equations of quantum mechanics ustanovio povezanost između Poissonovih zagrada i komutatora u kvantnoj mehanici. 
Dirac svojoj knjizi Principles of Quantum Mechanics govori o kanonskoj kvantizaciji, odnosno o pravilu pomoću kojeg se mogu preslikati funkcije iz faznog prostora u hermitske operatore kvantne mehanike, odnosno: 
{\displaystyle \{A,B\}\longmapsto {\tfrac {1}{i\hbar }}[{\hat {A}},{\hat {B}}]~.}
Ovaj prijedlog bi se mogao protumačiti kao da bismo trebali tražiti "kvantizacijsku mapu"  {\displaystyle Q} koja preslikava funkcije {\displaystyle f} koje djeluju na klasičnom faznom prosotu u operatore {\displaystyle Q_{f}} na Hilbertovom vektorskom prostoru:
{\displaystyle Q_{\{f,g\}}={\frac {1}{i\hbar }}[Q_{f},Q_{g}]}
Sada je poznato da ne postoji takva kvantizacijska mapa koja zadovoljava gornji identitet točno za sve funkcije{\displaystyle f} and {\displaystyle g}. Upravo o tome govori Groenewold–Van Hoveov teorem.
Odnosno, Diracovo pravilo kanonske kvantizacije je zapravo više ad-hoc pravilo, koje se može koristiti kao heuristika, ali matematički nije rigorozno moguće pronaći takvo preslikavanje. 

## Definicija
Aksiomi kvantizacije predstavljaju uvjete koje mora zadovoljavati preslikavanje iz klasične u kvantnu mehaniku. Postoje četiri takva aksioma.
Ako je {\displaystyle Q} kvantizacijsko preslikavanje koje djeluje nad funkcijama {\displaystyle f} u klasičnom faznom prostoru, onda sljedeća četiri aksioma moraju biti zadovoljena kako bi se izvršilo preslikavanje:
1. {\displaystyle Q_{x}\psi =x\psi } i {\displaystyle Q_{p}\psi =-i\hbar \partial _{x}\psi ~~}    (operatori položaja i količine gibanja)
2. {\displaystyle f\longmapsto Q_{f}~~}    mora biti linearno preslikavanje
3. {\displaystyle [Q_{f},Q_{g}]=i\hbar Q_{\{f,g\}}~~}    (Poissonova zagrada)
4. {\displaystyle Q_{g\circ f}=g(Q_{f})~~}   (von Neumannovo pravilo).

Međutim, ne postoji takvo preslikavanje koje bi zadovoljavalo sva četri aksioma.
Štoviše, ne samo da su ta četiri svojstva međusobno nekonzistentna, nego su i bilo koja tri od njih nekonzistentna.

## Primjer neuspjele kvantizacije
Groenewolde u svojem dijelu On the Principles of Elementary Quantum Mechanics iz 1946. godine daje konkretan primjer neuspjele kvantizacije: 
{\displaystyle \{x^{3},p^{3}\}+{\frac {1}{12}}\left\{\{p^{2},x^{3}\},\{x^{2},p^{3}\}\right\}=0}
gdje {\displaystyle \{,\}} predstavljaju Poissonove zagrade, {\displaystyle x} je koordinata položaja, a {\displaystyle p} količina gibanja.
Nakon uvođenja supstitucije propisane kanonskom kvantizacijom:
{\displaystyle \{f,g\}\longmapsto {\frac {1}{i\hbar }}[{\hat {f}},{\hat {g}}]}
{\displaystyle x\mapsto {\hat {x}},\quad p\mapsto {\hat {p}}}
dobije se sljedeći izraz:
{\displaystyle [{\hat {x}}^{3},{\hat {p}}^{3}]+{\frac {1}{12}}\left[[{\hat {p}}^{2},{\hat {x}}^{3}],[{\hat {x}}^{2},{\hat {p}}^{3}]\right]=-3\hbar ^{2}\,{\hat {I}}.}
Vidi se kako ovaj izraz nije jednak {\displaystyle 0} kao što je prvi klasični izraz bio. Time je dokazano kako je provizorna metoda kanonske kvantizacije uistinu samo provizorna te kako preslikavanje funkcija klasične mehanike u operatore kvantne mehanike nije trivijalna stvar. 